# Eleutherodactylus paululus
Eleutherodactylus paululus là một loài ếch trong họ Leptodactylidae.
Loài này có ở Ecuador, có thể cả Colombia, và có thể cả Peru.
Môi trường sống tự nhiên của nó là các khu rừng đất thấp ẩm nhiệt đới và cận nhiệt đới. Loài này đang bị đe dọa do mất môi trường sống.